# Køl
En køl er i skibsterminologi betegnelsen for bund-last, deraf navnet "køl-båd". Kølen stikker ud på undersiden af båden, og forhindrer båden i at kæntre. Derudover forebygger den afvigelse fra kursen og forebygger at båden driver sideværts. 
Både uden køl kan være udrustet med et bevægeligt sværd.